# Castle Bytham (Burg)

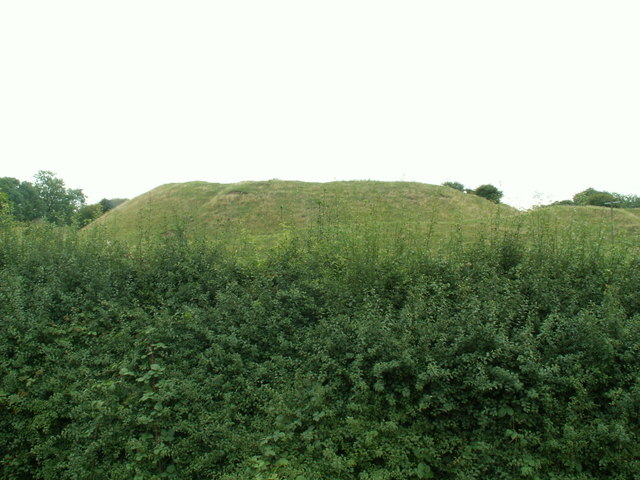
Der Burghügel von Castle Bytham

Castle Bytham (auch Bytham Castle) ist eine ehemalige Burg in Lincolnshire in Großbritannien. Die als Scheduled Monument geschützte Burgstelle liegt östlich des kleinen Dorfs Castle Bytham.

## Geschichte
Vermutlich nach der normannischen Eroberung Englands wurde die Burg von Odo von Aumale, einem Schwager von Wilhelm dem Eroberer angelegt. Erstmals genannt wird die Burg 1141, als sie im Besitz von William le Gros, Graf von Aumale war. Durch die Heirat von Hawise, der Tochter und Erbin von William le Gros, mit William de Mandeville fiel die Burg an diesen und in der Folge an die Familie Coleville. William de Forz beanspruche ab 1214 als Sohn und Erbe von Hawise die Burg zurück. Es gelang ihm, während des Kriegs der Barone 1216 die Verwaltung der Burg zu erhalten. Die Ländereien der Burg waren nach Kriegsende 1217 wieder an William de Coleville gefallen, doch Forz verweigerte die Herausgabe der Burg entgegen der Entscheidungen des Regentschaftsrats und der Gerichte, während des Kriegs erhaltene Güter an ihre vorigen Besitzer zurückzugeben. Als er erneut aufgefordert wurde, die Burg zu übergeben, begann er Ende 1220 eine Revolte gegen den Regentschaftsrat. Daraufhin wurde die Burg im Januar und Februar 1221 im sogenannten Bytham War von königlichen Truppen belagert, nach etwa 14 Tagen erobert und zerstört. Forz musste Castle Bytham dem König übergeben, der es an seinem früheren Besitzer William de Colville übergab. Dieser errichtete im Burghof ein befestigtes Herrenhaus, das während der Rosenkriege in der zweiten Hälfte des 15. Jahrhunderts zerstört und nicht wieder aufgebaut wurde.

## Anlage
Die Burg wurde als Motte mit Vorburg angelegt. Der kegelförmige Burgberg ist noch 18 m hoch, er bedeckt eine Grundfläche von 100 mal 80 m. Der Burghügel ist an drei Seiten von einem Graben und den Resten einer Ringmauer mit mehreren Türmen umgeben. Südlich des Burghügels befand sich die Vorburg, die ursprünglich 155 mal 80 m groß und von einem Erdwall umgeben war. Durch eine steinerne Mauer war sie in zwei Hälften unterteilt. Im größeren äußeren Burghof sind Reste von steinernen Gebäuden erhalten, die als Stallungen und Wirtschaftsgebäude dienten. Der kleinere innere Burghof war mit einer steinernen Umfassungsmauer befestigt. In ihm sind die Reste des nach 1221 errichteten Herrenhauses erkennbar. Dieses war eine quadratische Anlage mit runden Ecktürmen, die einen kleinen Innenhof umschloss und über ein befestigtes Torhaus verfügte.